# Ленёв, Александр Иванович
Алекса́ндр Ива́нович Ленёв (25 сентября 1944, Сталиногорск, Московская область — 12 ноября 2021) — советский футболист, полузащитник. Мастер спорта СССР (1968). В составе сборной СССР провёл 10 матчей. Участник чемпионата Европы 1968.

## Международная карьера
Дебютировал за сборную СССР 16 октября 1966 года в товарищеском матче против Турции. Также сыграл один неофициальный матч за сборную СССР в 1967 году со сборной Скандинавии (2:2). Матч проходил в Хельсинки в честь 60-летия Финского футбольного союза.

### Матчи и голы за сборную СССР
| Матчи и голы Ленёва за сборную СССР | Матчи и голы Ленёва за сборную СССР | Матчи и голы Ленёва за сборную СССР | Матчи и голы Ленёва за сборную СССР | Матчи и голы Ленёва за сборную СССР | Матчи и голы Ленёва за сборную СССР | Матчи и голы Ленёва за сборную СССР |
| №                                   | Дата                                | Место                               | Оппонент                            | Счёт                                | Голы                                | Соревнование                        |
| ----------------------------------- | ----------------------------------- | ----------------------------------- | ----------------------------------- | ----------------------------------- | ----------------------------------- | ----------------------------------- |
| 1                                   | 16 октября 1966                     | Москва, СССР                        | Турция                              | 0:2                                 | —                                   | Товарищеский матч                   |
| 2                                   | 1 ноября 1966                       | Милан, Италия                       | Италия                              | 0:1                                 | —                                   | Товарищеский матч                   |
| 3                                   | 28 мая 1967                         | Ленинград, СССР                     | Мексика                             | 2:0                                 | —                                   | Товарищеский матч                   |
| 4                                   | 3 июня 1967                         | Париж, Франция                      | Франция                             | 4:2                                 | —                                   | Товарищеский матч                   |
| 5                                   | 11 июня 1967                        | Москва, СССР                        | Австрия                             | 4:3                                 | —                                   | Отборочный матч ЧЕ-1968             |
| 6                                   | 16 июля 1967                        | Тбилиси, СССР                       | Греция                              | 4:0                                 | —                                   | Отборочный матч ЧЕ-1968             |
| 7                                   | 5 июня 1968                         | Неаполь, Италия                     | Италия                              | 0:0                                 | —                                   | Чемпионат Европы 1968               |
| 8                                   | 8 июня 1968                         | Рим, Италия                         | Англия                              | 0:2                                 | —                                   | Чемпионат Европы 1968               |
| 9                                   | 16 июня 1968                        | Ленинград, СССР                     | Австрия                             | 3:1                                 | —                                   | Товарищеский матч                   |
| 10                                  | 1 августа 1968                      | Гётеборг, Швеция                    | Швеция                              | 2:2                                 | —                                   | Товарищеский матч                   |

Итого: 10 матчей / 0 голов; 5 побед, 2 ничьи, 3 поражения.

## Достижения
- Чемпион СССР: 1965
- Обладатель Кубка СССР: 1968